# De lingua latina
De lingua latina (Sobre la llengua llatina) és l'obra magna del gramàtic romà Marc Terenci Varró
(116-27 aC). La vàlua d'aquesta obra rau en el fet de ser el primer
testimoni conegut de l'anàlisi i la descripció formals de la llengua llatina en llatí. Les observacions lingüístiques que hi exposa Varró
mostren l'assimilació de la teoria lingüística encetada per les primeres
especulacions lingüístiques dels pensadors de la Grècia clàssica, ja que s'hi entreveuen la influència del pensament estoic i la familiarització amb la doctrina alexandrina i amb la controvèrsia analogia-anomalia.
L'empresa d'analitzar i descriure la llengua llatina, bo i
adaptant les línies d'estudi d'algunes obres gregues, no impedí que
Varró aportés idees innovadores. Les dues innovacions més rellevants que
es recullen a De lingua latina són la distinció entre
declinació i inflexió, d'una banda, i la forma embrionària de les
declinacions i les conjugacions llatines, de l'altra.

## L'obra
L'obra original De lingua latina constava
de vint-i-cinc llibres, dels quals sols se n'han conservat sis: del V al
X, a banda d'alguns petits fragments de la resta.
Els materials conservats sols contenen les observacions lingüístiques
sobre etimologia i morfologia, ja que els llibres de sintaxi (del XIV al
XXV) es van prendre. Varró va escriure aquesta obra entre el 47 i el 45
aC i va ser publicada el 43 aC. El gramàtic romà va dedicar-la a Ciceró.

### Contingut
Tot i que no s'ha conservat la totalitat de De lingua latina, alguns estudiosos han esbossat el que podria ser el contingut global de l'obra.
Seguint la proposta de Ronald G. Kent, el fundador de la Societat Lingüística d'Amèrica i el primer a traduir De lingua latina
a l'anglès (1938), el contingut de l'obra magna de Varró es pot dividir
en quatre seccions: a banda del primer llibre, de caràcter introductori,
les quatre seccions consten de sis llibres cadascuna, les quals, al seu
torn, es poden agrupar en dues subseccions de tres llibres. La
distribució és la següent:
- Llibres II-VII: sobre com s'originen les paraules i com s'apliquen als objectes i les idees.
  - Llibres II-IV: sobre l'etimologia de les paraules.
    - Llibre II: arguments en contra de l'etimologia com a branca de l'aprenentatge.
    - Llibre III: arguments a favor de l'etimologia com a branca de l'aprenentatge i la seva utilitat.
    - Llibre IV: discussions sobre els arguments anteriors.

  - Llibres V-VII: sobre l'origen de les paraules, les seves fonts i sobre com es generen noves paraules.
    - Llibre V: dedicat a les paraules que es refereixen als noms dels llocs i als objectes que es troben en els llocs discutits.
    - Llibre VI: dedicat a les paraules que denoten la idea de temps, especialment els verbs.
    - Llibre VII: explica les rareses i les paraules difícils que es troben en els textos poètics.
- Llibres VIII-XIII: sobre la derivació de les paraules, la declinació dels noms i les conjugacions dels verbs.
  - Llibres VIII-X: sobre la controvèrsia analogia-anomalia.
    - Llibre VIII: arguments en contra de l'analogia.
    - Llibre IX: arguments a favor de l'analogia.
    - Llibre X: proposta per solucionar el conflicte anterior.

  - Llibres XI-XIII: sobre l'analogia en la derivació.
- Llibres XIV-XIX: sobre sintaxi.
- Llibres XX-XXV: continuació sobre sintaxi; possiblement posant atenció en l'ornamentació estilística i retòrica.

### Manuscrits
L'interès que ha generat l'obra de Varró es manifesta
en la quantitat de manuscrits que s'han elaborat al llarg dels segles.
Ronald G. Kent en destacà el còdex Laurentianus, a partir del qual es van fer còpies completes o parcials.
El còdex Laurentianus li. 10, folis 2-34, conegut com a F, va ser escrit amb caràcters longobards al segle xi. El manuscrit F conté la transcripció dels llibres conservats de De lingua latina,
però està molt deteriorat: hi manquen algunes paraules, s'ometen
algunes línies i es va perdre el segon quatern de l'arquetip de F (des del llibre V.119 trua quod fins al VI.61 dicendo finit).
Afortunadament, aquest quatern va ser copiat per Pietrus Victorius i
Iacobus Diacetius en un altre manuscrit posterior. Actualment, el
manuscrit F es troba a la Biblioteca Medicea Laurenziana de Florència.
Tres manuscrits més són destacats per Ronald G. Kent. El primer és el de Pietrus Victorius i Iacobus Diacetius del 1521, en què es recupera el segon quatern del manuscrit F. És per aquest motiu que es coneix com el manuscrit Fv. D'altra banda, és reconegut perquè és una editio princeps de De lingua latina. Actualment és a Múnic.
El segon és el Fragmentum Cassinense, també anomenat Excerptum i Epitome, un dels folis del còdex Cassinense 361 del segle XI: conté des del llibre V.41 (Capitolium dictum) fins al final del llibre V.56 de De lingua latina.
Finalment, el tercer còdex destacat per Ronald G. Kent és el còdex Parisinus 7496 del segle xix, en què es recull un passatge de De lingua latina que va ser transcrit pel gramàtic romà Priscià a la seva obra De Figuris Numerorum: en concret, el passatge comença amb l'última paraula del llibre V.168 (multa) i acaba al començament del llibre V.174 (Nummi denarii decuma libella).
La resta de manuscrits existents han estat recollits per Ronald G. Kent i Guilio Antonibon.

### Edicions
La rellevància del primer testimoni en llatí de l'estudi
formal de la llengua llatina ha generat l'interès de nombrosos
estudiosos al llarg del temps, fet que ha propiciat la proliferació
d'edicions d'aquesta rara avis de l'antiguitat. Des de la invenció de la impremta, s'han publicat diverses edicions de l'obra De lingua latina:
entre els anys 1471 i 1499, se’n coneixen com a mínim catorze; entre el
1500 i el 1599, se’n van editar com a mínim trenta-set; sols vint
edicions es van publicar entre el 1600 i el 1658, i cinc més al segle
XVIII.
Del segle xix, en destaquen les edicions següents: la de
Leonhard Spencer del 1826, la de Karl Ottfried Müller del 1833, la de
Pietro Canal del 1846-54 (reimpresa el 1874) i la d'Andreas Spengel del
1885. Del segle xx, en ressalten la de Georg Goetz i Fritz Schoell del
1910 i la de Robert G. Kent del 1938.
Robert G. Kent recull les edicions més importants a la introducció de la seva traducció de De lingua latina a l'anglès, però Guilio Antonibon ofereix una llista bibliogràfica seriada de totes les edicions i les variants del manuscrit de De lingua latina.

## Context
| «                                                                   | "Los individuos nacen, crecen y viven en un medio física y culturalmente determinado por su pasado; participan en ese entorno y algunos contribuyen a efectuar cambios en él." | "Les persones neixen, creixen i viuen en un medi físicament i culturalment determinat pel seu passat; participen d'aquest entorn i alguns contribueixen a efectuar-hi canvis." | » |
| — Robert H. Robins, Breve historia de la lingüística (2000), pàg.21 | | |   |

En el marc de la història de la lingüística, l'antiga
Grècia és el bressol de la lingüística teòrica a occident, en tant que
es considera el punt d'origen de l'estudi del llenguatge. La curiositat i
la pressa de consciència del propi entorn són els motors que engeguen
el desenvolupament de qualsevol ciència; amb els pensadors grecs neixen
les primeres investigacions i especulacions lingüístiques, que
assentaran les bases del que podem anomenar la ciència lingüística. La
invenció de l'alfabet grec, la retòrica aristotèlica, l'ordenació
d'algunes qüestions lingüístiques per part de l'escola estoica,
la doctrina dels gramàtics alexandrins, les primeres controvèrsies
lingüístiques entre analogia i anomalia, i la primera descripció
gramatical de la llengua grega de la Téchnē grammatikḗ (obra atribuïda a Dionís el Traci
(h. 100 aC)) representen la base de la teoria i la descripció
gramaticals de què beuran les posteriors generacions de lingüistes.
Tot aquest llegat fou heretat, en primer terme, pels
romans, els quals van esdevenir els transmissors dels coneixements
lingüístics grecs. Els gramàtics romans adaptaren la terminologia i els
models gramaticals dels seus predecessors a la descripció de la llengua
llatina, incorporant les variacions pertinents arran de les diferències
estructurals entre ambdues llengües. Amb tot, aportaren millores en
alguns aspectes.
Les obres dels gramàtics Marc Terenci Varró (116-27 aC), Donat (s. IV) i Priscià
(h. 500 dC) són les més representatives d'entre els erudits romans. No
obstant això, si bé els dos últims mostraren poca originalitat en la
descripció gramatical de la llengua llatina, regida per les aportacions
dels gramàtics grecs, Varró demostrà ser un pensador i teòric independent pel que fa a l'estudi del llenguatge,
per la qual cosa no pot ser titllat d'imitador de la descripció
gramatical grega. Amb tot, la tasca de formalització de la gramàtica
descriptiva llatina restà compilada en la gramàtica de Priscià, amb la
qual s'assentaren les bases de la didàctica, no sols en el període tardà
de l'Antiguitat i al llarg de l'Edat Mitjana, sinó també en la teoria
gramatical i l'ensenyament i l'estudi del llatí en l'actualitat.

## Estudi lingüístic
A De lingua latina (DLL), Varró sosté que
la natura de la llengua és tripartida (DLL VIII.1): l'origen dels noms
(etimologia), les derivacions i les inflexions dels noms (morfologia
flexional) i les combinacions de paraules per expressar un pensament
complet (sintaxi). La característica principal d'aquestes tres parts de
la llengua és la seva dependència a la raó (ratio).

### Etimologia i morfologia
Varró estableix que la paraula és la unitat mínima
d'anàlisi lingüística. El gramàtic romà divideix les paraules en dues
classes: les primigenia o impositicia nomina, les paraules que van ser imposades a les coses per tal de referir-nos-hi, i les declinata,
les paraules que deriven d'aquelles. D'aquesta manera, a partir d'un
petit nombre de noms imposats, hom pot produir un nombre infinit de
paraules (DLL VIII.5).
La formació d'aquestes paraules derivades es realitza mitjançant dos processos: o bé per dēclīnātiō nātūrālis o bé per dēclīnātiō voluntària. Varró denomina dēclīnātiō nātūrālis
a la «variació de la forma natural de la paraula», és a dir, al procés
regular de creació de totes les formes d'una paraula a partir d'aquesta
(formació per inflexió) (DLL VIII.21-2, XIX.35, X.16), i dēclīnātiō voluntāria
a la «variació espontània de la forma de la paraula», és a dir, a la
variabilitat en el procés de formació d'algunes paraules (formació per
derivació).
Ras i curt, l'observació de la formació de les paraules va
conduir Varró a la distinció entre la formació per derivació i la
formació per inflexió, una diferència que no va ser apreciada pels
pensadors grecs. Aquesta distinció és un dels principis fonamentals de
la teoria lingüística de Varró, arran de la qual se li ha atribuït les
primeres idees sobre la declinació en llatí.
D'altra banda, la distinció entre les formes regulars i irregulars de
la llengua ens remet a l'antiga controvèrsia analogia-anomalia, la qual
Varró provà de resoldre en admetre que calia reconèixer i acceptar
ambdós principis (DLL XIX.3, X.74).

#### Declinacions i conjugacions
Varró formula les formes embrionàries de les declinacions i
les conjugacions llatines que existeixen en la literatura gramatical
antiga (DLL X.62, XIX.109).
A diferència de les declinacions gregues, que són cinc, les declinacions llatines són sis: nominatiu, vocatiu, acusatiu, ablatiu, datiu i genitiu (DLL VIII.16).
A partir de la regularitat observada en els morfs vocàlics de cas, és a
dir, les desinències que determinen els casos llatins, Varró descriu a
DLL X.62 l'ordre de les primeres declinacions llatines, que es basa en
el singular del «cas llatí» o «sisè cas», que és propi del llatí. Aquest
cas és el que posteriorment s'anomenà cas ablatiu, al qual Varró assigna la glosa «per qui és realitzada una acció» (DLL VIII.16). Les desinències vocàliques per l'ablatiu singular són: A (terra), E (lance), I (levi), 0 (caelo) i U (versu).
Varró va establir les pautes inicials per determinar les
cinc declinacions llatines canòniques, que els gramàtics posteriors van
acabar de definir. Grosso modo, dos van ser els
canvis adoptats pels gramàtics posteriors. En la classificació dels
ablatius singulars, Varró no té en compte la llargada de la vocal /e/:
en la tercera declinació, la vocal /e/ és curta i es combina amb la
vocal /i/ curta; en canvi, en la cinquena declinació la vocal /e/ és
llarga. D'altra banda, la desinència del genitiu singular esdevindrà la
base a partir de la qual es distingeixen les declinacions, en lloc de la
desinència de l'ablatiu singular; en conseqüència, ja no seran les
desinències -a, -e, -i, -o, -u les que regiran l'ordre de les
declinacions, sinó -ae, -i, -is, -us, -ei.
A DLL IX.109, Varró descriu la forma embrionària de les
primeres conjugacions en llatí. El gramàtic romà basa les conjugacions
en la 2a persona del singular del present d'indicatiu actiu, però, com
passa en les declinacions, ignora la llargada de la vocal /i/, en aquest
cas, fet que els gramàtics posteriors van descobrir. Tot i que Varró
distingeix la primera, segona i tercera conjugació, l'apreciació de la
llargada de la vocal /i/ donarà pas a la distinció entre la tercera i la
quarta conjugació que actualment es coneixen.
Daniel J. Taylor, del Departament de Clàssics de la
Lawrence University, exposa detalladament les transformacions que van
experimentar les formes embrionàries de les conjugacions i les
declinacions llatines formulades per Varró.

### Sintaxi
D'entre el material conservat de De lingua latina,
hi ha com a mínim una secció en què s'entreveu alguna noció sintàctica
esbossada per Varró. A DLL VIII.1, proposa que una de les tres parts de
la natura de la llengua és la forma en què les paraules es combinen
entre elles per tal d'expressar una idea.
Malauradament, els llibres que contenen la majoria de les observacions sintàctiques de Varró es van perdre.